# جه‌جه (ایذه)
جه‌جه (ایذه)، روستایی از توابع بخش مرکزی شهرستان ایذه در استان خوزستان ایران است.

## جمعیت
این روستا در دهستان هلایجان قرار دارد و براساس سرشماری مرکز آمار ایران در سال ۱۳۸۵، جمعیت آن ۱۰۳ نفر (۳۰خانوار) بوده‌است.مردم این روستا بختیاری از طایفه عالیمحمودی میباشند وبه زبان بختیاری صحبت میکنند.